# Reumont
Reumont là một xã ở trong tỉnh Nord ở miền bắc nước Pháp. Xã này có diện tích 2,77 km², dân số năm 1999 là 317 người. Xã nằm ở khu vực có độ cao từ 212-149 mét trên mực nước biển.